# Туризм на Соломоновых Островах

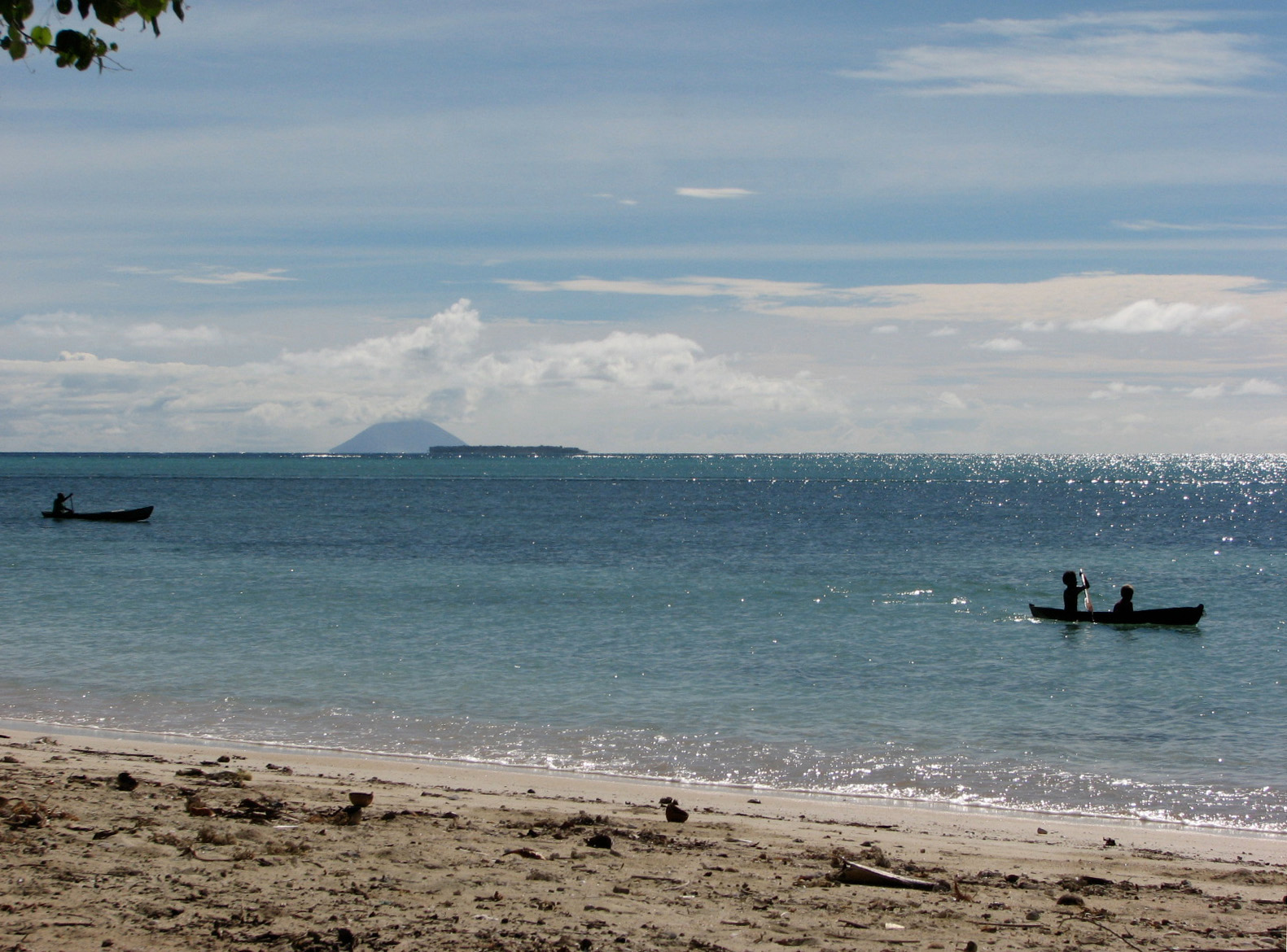
Вид на стратовулкан Тинакула, к северу от острова Нендо.

Туризм на Соломоновых Островах развит достаточно слабо, привлекателен для путешественников главным образом отдыхом в естественных условиях, которые представлены всеми природными богатствами Меланезии — идиллическими пейзажами с прекрасными песчаными пляжами и великолепной природой в виде тропических лесов, лагун и водопадов. Туристическая инфраструктура в стране развита слабо, относительно комфортное проживание обеспечено лишь на крупнейших островах — Гуадалканал, Уели, Мангалонга, Гизо. Отели на этих островах представляют собой нечто вроде курортных комплексов c теннисными кортами, бассейнами, детскими площадками. Это может быть и несколько колоритных эко-хижин или бунгало. Цены варьируются в пределах от 30 до 150 USD в сутки.
У туристов, посещающих Соломоновы Острова, большой популярностью пользуются дайвинг и сноркелинг, а также рыбалка, поскольку акватория близ островов чрезвычайно богата коралловыми рифами и морской фауной. Кроме того, близ побережья находится большое количество кораблей и самолетов, затонувших во время второй мировой войны. Так, в водах близ острова Гуадалканал находится около 50 затопленных боевых кораблей. В большинстве случаев они расположены на значительной глубине, куда нырять с аквалангом запрещено. Однако прозрачность воды и особенности рельефа дна позволяют рассмотреть детали кораблей и без глубокого погружения. Некоторые туристические агентства организуют специализированные фиш-туры на Лола-Айленд, в лагуны Марово и Вона-Вона.
Официальный язык страны — английский, но им владеет не более 1-2 % населения, в качестве языка всеобщего общения используется одна из разновидностей меланезийского пиджина — пиджин Соломоновых островов (нео-соломоник, соломонский пиджин), кроме того в стране используется 120 языков аборигенов.

## Транспорт
Основная масса туристов попадает на Соломоновы Острова по воздуху, через единственный международный аэропорт Хониара, который расположен в 8 км от Хониары — столицы страны, на острове Гуадалканал. На территории островов есть также около 30 небольших аэропортов, которые обслуживают местные авиарейсы. Большая часть дорог принадлежит владельцам частных плантаций, только 2 % дорог имеют твёрдое покрытие. Самый распространенный вид транспорта, для перемещения между островами архипелага, — это паром, или, как называют его местные жители, водное такси. Паромы, как правило, не имеют четкого расписания.

## Достопримечательности
Путешествие по островам обычно начинается со столицы государства — Хониары, где находится место под названием Пойнт Круз. Согласно легенде, в 1568 году тут впервые высадился на берег испанец Менданья де Нейра и установил крест в честь открытия острова. Среди других достопримечательностей столицы — Национальный музей, здание Парламента, Ботанические сады и Чайнатаун. В нескольких километрах от столицы находятся водопады Матанико, к которым ведут пешеходные тропы. Во вторую пятницу июня в столице проходит пышное празднования Дня рождения Королевы с парадом полиции, танцами и спортивными соревнованиями.
Большой популярностью у туристов пользуется лагуна Марово на острове Нью-Джорджия, Западная провинция — самая большая соленая лагуна в мире (150 на 96 километров). Лагуну окружают тысячи островов и коралловых рифов, на берегу расположена туристическая деревня Ворлд Херитейдж.
В 280 км от Гуадалканала находятся острова Арнарвон — группа из 100 островов, ни один из которых не является обитаемым постоянно, и многие из них выступают над морем лишь на 20-30 см. Острова Арнарвон известны как место базирования редчайших морских черепах. Здесь организован природный резерват, где несколько десятков специально обученных сотрудников сопровождают туристов и следят за сохранностью черепах.
Остров Саво пользуется популярностью у дайверов. Остров постоянно окутан облаками и не располагает туристической инфраструктурой, но имеет множество горячих минеральных источников, а в водах близ острова находятся останки многочисленных затонувших кораблей.
На юге острова Реннелл, который является самым большим в мире поднятым атоллом — размером 15 на 86 км, расположено занимает озеро Тенгано — крупнейшее пресноводное озеро Тихоокеанского региона. Ист-Реннелл (англ. East Rennell) — восточная часть острова, внесена в список Всемирного наследия ЮНЕСКО.